# Tasata punctata
Tasata punctata là một loài nhện trong họ Anyphaenidae.
Loài này thuộc chi Tasata. Tasata punctata được Eugen von Keyserling miêu tả năm 1891.